# Kinabatangan (stad)
Kota Kinabatangan, ook Kinabatangan is een stad en gemeente (majlis daerah; district council) in Maleisië. De plaats ligt in de Sandakan Division, in het oosten van de deelstaat Sabah op het eiland Borneo. Er zijn onder andere palmolieplantages en er is bos- en houtindustrie aanwezig.
Het gebied bij de Kinabatanganrivier bestaat uit laagland en regenwoud. Het is een nat gebied en tevens het leefgebied van de neusaap.
Stad: Kota Kinabalu
Overige plaatsen: Beaufort · Beluran · Inanam · Keningau · Kota Kinabatangan · Kuala Penyu · Kota Belud · Kota Marudu · Kudat · Kunak · Lahad Datu · Nabawan · Papar · Penampang · Pitas · Ranau · Sandakan · Semporna · Sipitang · Tambunan · Tamparuli · Tawau · Tenom · Tuaran